# 론 그린우드
로널드 그린우드, CBE(영어: Ronald Greenwood; 1921년 11월 11일, 랭카셔 주 워스손 ~ 2006년 2월 9일, 서폭 주 서드버리)는 잉글랜드의 전 축구 선수이자 감독이다. 그는 1977년부터 1982년까지 잉글랜드 국가대표팀 감독을 역임한 것으로 알려져 있으며, 당대 국내 최고 선수들이 뛰어 명성이 자자했던 웨스트 햄 유나이티드를 13년 이끌기도 했다.

## 유년 시절
론 그린우드는 랭카셔 주 번리 인근의 워스손에 있는 레녹스 로 15호에서 출생했지만, 1931년 대공황 시기에 런던으로 이주했다. 그는 웸블리현 중고등학교에서 수학했는데, 이 학교는 현재 미들섹스의 앨퍼턴 중고등학교에 통합된 학교로, 그린우드는 14세에 중퇴하여 간판장이 견습생이 되었다. 이후, 그는 영국 왕립 공군의 통신병으로 북아일랜드에서 복무하다가 제2차 세계 대전이 발발하면서 프랑스로 차출되었다.

## 선수 경력
그린우드는 간판장이 견습생으로 수련하면서 동시에 첼시에 전반면 수비수로 활약했다. 그는 제2차 세계 대전이 발발하면서 북아일랜드에서 영국 왕립 공군에 복무하다가 벨파스트 셀틱의 초청 선수로 출전했다. 1945년, 그는 첼시를 떠나 브래드퍼드 파크 애비뉴로 이적해 4년 동안 59번의 리그 경기에 출전했다.
1949년, 그린우드는 유년 시절 지지했던 브렌트퍼드에 입단했는데, 그의 £9,500짜리 이적료는 구단의 당시 역대 최고 이적료였다. 그는 브렌트퍼드에서 147번의 경기에 출전해 1골을 기록했다. 브렌트퍼드에서 3년을 보낸 그는 첼시로 복귀해 66번의 경기에 출전했고, 테드 드레이크 감독의 지도 하에 1954-55 시즌 1부 리그를 우승했다. 그 해 여름, 그는 풀럼으로 이적해 42번의 리그 경기에 출전한 후 1955-56 시즌 끝에 은퇴했다. 그는 자국을 대표로 출전한 적은 없지만, 브렌트퍼드 시절인 1952년 3월 23일에 암스테르담의 올림픽 경기장에서 1-0으로 이긴 네덜란드와의 국가대표팀 2군 경기에 1번 출전했다. 1956년에 현역에서 은퇴할 때, 그린우드는 석공 조합원으로서 인증 조합원 6225번으로 등록했지만, 1977년에 등록증을 반환했다.

## 감독 경력
은퇴 후, 그린우드는 지도자의 길에 들었다. 그는 이스트본 유나이티드와 옥스퍼드 유니버시티(이 곳에서 향후 잉글랜드 축구 협회의 장이 되는 해럴드 워리스 톰슨의 눈도장을 찍었다.), 그리고 잉글랜드 청소년 국가대표팀을 지도했다. 그는 잉글랜드 U-23 감독직을 역임하면서 1957년 12월에 하이버리의 아스널에서 조지 스윈던 감독을 보좌할 수석 코치를 겸직했다. 그는 1961년 4월까지 이 보직을 차지하다가 레그 프래트 회장의 눈에 띄어 테드 펜턴의 후임으로 웨스트 햄 유나이티드의 감독으로 취임했다.
그린우드는 웨스트 햄 지휘봉을 잡아 나름의 성공을 거두었다. 그는 1966년 월드컵 우승 주역이었던 바비 무어, 제프 허스트, 그리고 마틴 피터스 3인방을 지도했고, 망치 군단은 그의 지도 하에 1964년에 FA컵, 1965년에 유러피언 컵위너스컵을 우승했다. 이로서, 웨스트 햄 유나이티드는 처음으로 유럽대항전 정상에 올랐다. 웨스트 햄은 그린우드 감독의 지도 하에 점차 성적이 떨어졌는데, 주로 1부 리그에서 하위권으로 시즌을 마쳤지만, 1972-73 시즌에 6위의 성적을 거두었다. 그의 마지막 시즌인 1973-74 시즌에 웨스트 햄은 18위를 차지해 강등권까지는 승점 1점 차이였다.
그는 1974년에 다음 단계로 도약했는데, 3년 동안 구단의 단장직을 수행했고, 존 라이얼의 후임으로 1군을 감독했다. 직위 개편 후, 웨스트 햄은 FA컵을 또다시 우승했다.
돈 레비 잉글랜드 국가대표팀 감독이 사퇴하면서, 그린우드가 감독을 대행하여 본선 진출이 좌절된 1978년 월드컵 예선 일정을 마쳤고, 1977년 12월에 웨스트 햄 유나이티드 감독직을 16년 만에 내려놓으면서 잉글랜드 국가대표팀만 지도하기 시작했다. 그린운드 감독의 지도 하에 잉글랜드는 유로 1980에 참가했지만 조별 리그를 넘기에는 무리였다. 잉글랜드는 그린우드 감독의 지도 하에 1982년 월드컵 본선행에도 성공해, 12년 만에 대회 진출을 이룩했다. 잉글랜드는 대회를 무패로 마감했지만, 2차 조별 리그에서 서독과 개최국 스페인에 연달아 0-0으로 비기며 탈락했다.
그린우드는 1982년 월드컵을 끝으로 축구계에서 은퇴했고, 그의 후임으로 바비 롭슨 감독이 취임했다. 그린우드의 임기에 일어난 획기적인 변화는 잉글랜드 국가대표팀에 처음으로 흑인 선수인 바이브 앤더슨을 1978년에 기용한 것이었다. 그린우드 감독은 "누렇든, 자색이든, 검든 괜찮기만 하다면 전 그들을 기용할 겁니다."라고 주장했었다.

## 은퇴 후

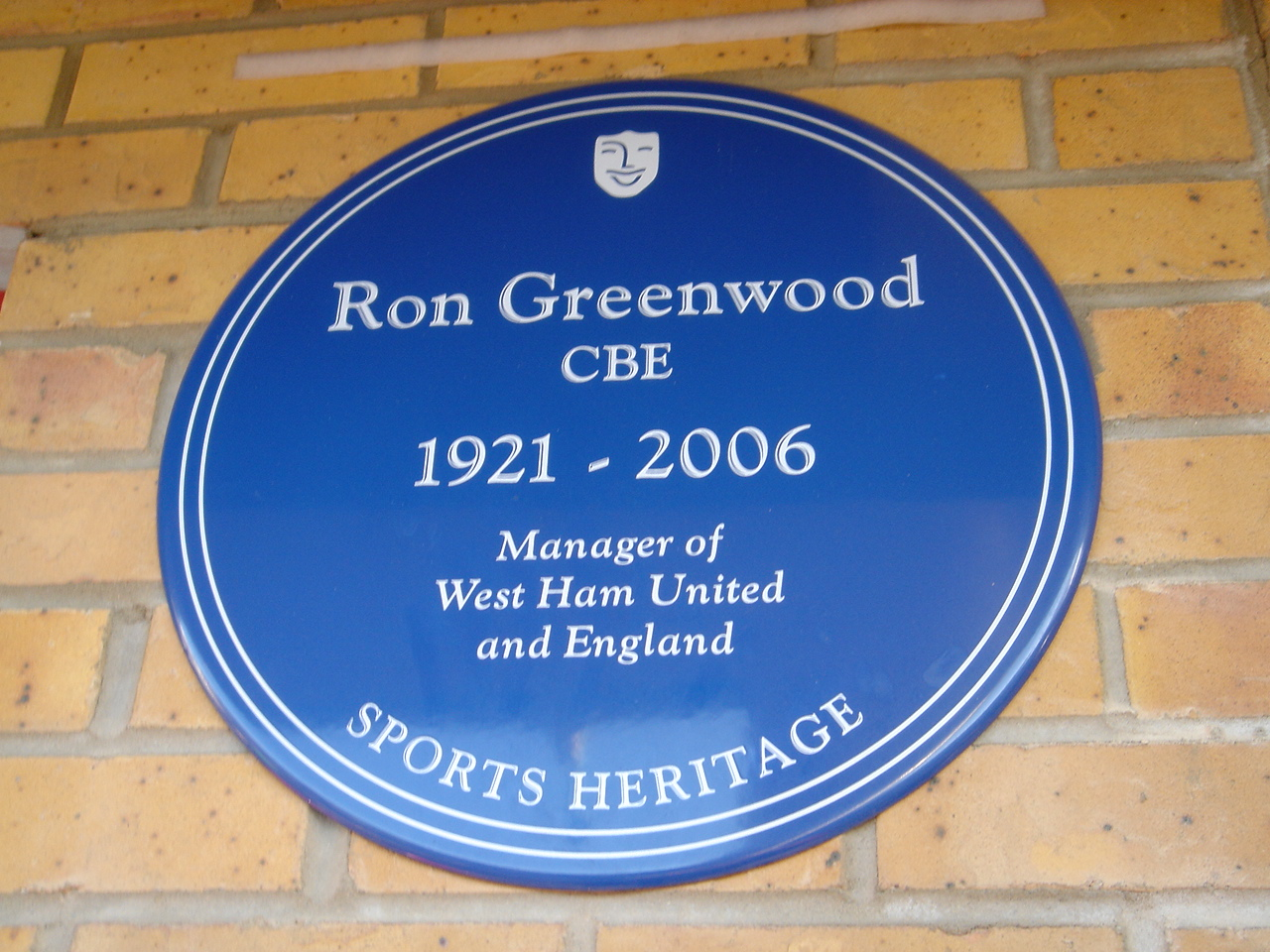
웨스트 햄 유나이티드의 구 안방 불린 그라운드 밖에 붙어 있던 스포츠 유산 청상패

감독일을 그만둔 그린우드는 BBC 라디오의 정규 분석가로 근무했다. 2006년 2월 9일 오전, 오랜 기간 알츠하이머병으로 투병하던 그린우드는 향년 84세에 심근 경색으로 영면에 들었다. 2006년 2월 13일, 웨스트 햄 유나이티드는 버밍엄 시티와의 프리미어리그 경기를 앞두고 1분 그린우드를 추모하는 시간을 보냈다. 웨스트 햄은 이 경기를 3-0으로 이겨 그를 기렸다.
그가 웨스트 햄 유나이티드 감독을 역임할 당시 거주했던 로턴의 시의회는 그의 구 거처인 브루클린가 22호에 청상패를 부착했다: 청상패 부착 행사는 트레버 브루킹과 크리스 폰드 시장이 참석한 가운데 2008년 10월 28일에 진행되었다. 유산 재단은 웨스트 햄의 구 안방이었던 업턴 파크에 청상패를 부착했는데, 그의 유가족들에게 2007년 1월 21일에 공개되었다.
그린우드는 일생에 잉글랜드 축구에 대한 공로로 2006년에 잉글랜드 축구 명예의 전당에 헌액되었다. 그는 잉글랜드 축구 협회와 리그 감독 협회 명예의 전당에도 헌액되었다. 그는 유가족으로 배우자 루시를 남겼다. 그는 서퍽 주 서드버리의 군립 묘지에 묻혔다.

## 수상

### 선수
첼시
- 1부 리그: 1954–55[23]

### 감독
웨스트 햄 유나이티드
- FA컵: 1963–64
- 채리티 실드: 1964 (공동 우승)[24]
- 유러피언 컵위너스컵: 1964–65
- 리그컵 준우승: 1965–66

개인
- 잉글랜드 축구 명예의 전당 헌액: 2006[19]

## 감독 통계
| 구단                 | 취임            | 해임            | 기록 | 기록 | 기록 | 기록 | 기록  |
| 구단                 | 취임            | 해임            | 전   | 승   | 무   | 패   | 율 %  |
| -------------------- | --------------- | --------------- | ---- | ---- | ---- | ---- | ----- |
| 웨스트 햄 유나이티드 | 1961년 4월 1일  | 1974년 8월 16일 | 658  | 236  | 174  | 248  | 035.9 |
| 잉글랜드             | 1977년 8월 17일 | 1982년 7월 5일  | 55   | 33   | 12   | 10   | 060.0 |
| 합계                 | 합계            | 합계            | 713  | 269  | 186  | 258  | 37.7  |